# Jean-Jacques de Bresson
Pour les articles homonymes, voir Bresson.
 (juillet 2016).
Si vous disposez d'ouvrages ou d'articles de référence ou si vous connaissez des sites web de qualité traitant du thème abordé ici, merci de compléter l'article en donnant les références utiles à sa vérifiabilité et en les liant à la section « Notes et références ».
Jean-Jacques de Bresson, né à Pontoise le 13 août 1920 et mort le 1er novembre 2004 à Paris 13e, est un magistrat français, devenu conseiller d'État.  

## Biographie

### Famille
Jean-Jacques de Bresson est issu d'une ancienne famille de Lorraine et un descendant de Jean-Baptiste-Marie-François Bresson, avocat, député des Vosges à la Convention (où il vota l'indulgence lors du procès de Louis XVI), député au Conseil des Cinq-Cents, administrateur au bureau des Affaires étrangères puis à la Division de la Comptabilité, et du diplomate Charles-Joseph Bresson. 
Fils de Maurice Bresson et de Marcelle Motte née Rolin, Jean-Jacques de Bresson a fait rectifier son nom par l’ajout d’une particule devant le nom, existante avant la Révolution française. Mais tous les membres de sa famille n’ont pas effectué ce changement d’état civil. 

### Jeunesse et études
Jean-Jacques de Bresson effectue ses études secondaires aux lycées Janson-de-Sailly et Henri-IV à Paris. Il suit des études de droit à la faculté de droit d'Assas, où il est licencié en droit. Il est également diplômé de l'École nationale des langues orientales.
Jean-Jacques de Bresson a épousé, le 14 février 1944, Simone Rives, dite Rives-Henrÿs (1919-2011). Cette dernière est la sœur du député UDR André Rives-Henrÿs, compromis au début des années 1970 dans l’affaire de la « Garantie foncière », dont il était président. Il a eu une fille née le 11 avril 1946, Anne-Marie Bresson qui elle-même a épousé Phillipe Bardon avec qui elle a eu trois enfants, Isabelle, Sophie et Nicolas puis par la suite quatre petits enfants, Morgane, Tristan, Pierre-Louis et Marie-Alix.

### Parcours professionnel
Il a fait carrière dans la magistrature, en 1941. En 1944, il est secrétaire de la Commission des grâces au ministère de la Justice.  
De 1945 à 1949, il est chef de cabinet du directeur général de la Justice en zone française d'occupation en Allemagne. Il poursuit ses fonctions jusqu'en 1952 en tant que directeur adjoint de cabinet du haut commissaire de France en Allemagne. 
En 1951, il est nommé procureur de la République à Nancy, mais ne reste à ce poste qu'une année. De 1952 à 1954, il est conseiller du gouvernement du Vietnam puis conseiller juridique du Commissariat général de France en Indochine (1954-1955).  
En 1955, il est recruté comme chef de cabinet d'Alain Savary, devenu secrétaire d'État aux affaires étrangères, chargé des affaires marocaines et tunisiennes. Il quitte le cabinet en 1958 pour devenir conseiller juridique au ministère des Affaires étrangères. 
De 1958 à 1959, il est conseiller technique puis directeur adjoint au cabinet de Pierre Guillaumat, ministre des Armées. Lorsque ce dernier quitte le ministère, de Bresson devient substitut du procureur général. 
De 1960 à 1964, il est chargé de mission puis conseiller technique (en 1962) au secrétariat général de la présidence de la République. En 1964, il est nommé directeur de cabinet d'Alain Peyrefitte (ministre de l'Information). À l'époque, les titres du journal télévisé de 20h étaient directement rédigés dans le Cabinet du ministre de l'Intérieur. 
En août 1964, il est nommé procureur général près la Cour d'appel de Nancy. Il y reste deux ans, et en 1966, devient directeur du cabinet d'Alain Peyrefitte (ministre chargé de la recherche scientifique) puis Directeur du service juridique du ministère des Affaires étrangères (1966-1968). 
Entre 1968 et 1972, il est directeur général de l'ORTF. Il doit sanctionner les contestataires de mai 1968 qui sont limogés, mutés ou mis en « congé spécial » et certaines émissions, comme Cinq colonnes à la une, sont supprimées. Il refuse de diffuser le documentaire de Marcel Ophuls Le Chagrin et la Pitié : « [Ce film] détruit les mythes dont les Français ont encore besoin. » 
À la suite de scandales à l'ORTF, Jean-Jacques de Bresson est limogé. Cependant, il reste administrateur de Radio Monte Carlo et de Technisonor. Il devient maître de conférences, directeur de séminaire et professeur à l'Institut d'études politiques de Paris. Il est nommé conseiller d’État. Il devient également conseil du ministre des Affaires étrangères ; 
- 1975 : Membre de la Commission de surveillance de la Caisse des dépôts et consignation, vice-président du Conseil de Surveillance de la Caisse nationale de prévoyance ;
- 1978-1979 : président du Comité de sélection interministériel relatif au statut particulier des administrateurs civils ;
- 1979-1981 : membre du Comité national de prévention de la violence et de la criminalité ;
- 1980 : Président du Bureau central de tarification de l'assurance-construction ;
- 1981-1986 : membre du Tribunal des conflits ;
- 1982-1986 : président adjoint du contentieux du Conseil d'État (admis à faire valoir ses droits à la retraite en 1986).
- 1986-1997 : président de la Commission des recours des réfugiés;
- 1987-1993 : président de la Commission de la télématique ;
- 1993 : président du Conseil supérieur de la télématique puis administrateur de l'Institut Charles de Gaulle, président national de l'Association des médaillés de la Résistance française, membre et vice-président du conseil d'administration de l'Office des anciens combattants.

Dans une interview au Figaro du 21 février 1996, Jean-Jacques de Bresson, président du Conseil supérieur de la télématique, proposait que son Comité, le CDT prenne en charge le contrôle d'Internet : 

« Avec Internet, France-Télécom  comme dans le cas des nouveaux services, les autorités françaises peuvent, à condition qu'elles le veuillent, exercer un contrôle. Qu'est-ce que nous pouvons faire ? Tout d'abord réglementer tout ce qui vient de France. Ensuite, prendre les mesures techniques qui s'imposent pour contrôler les informations qui circulent et enfin mettre en route une coopération internationale. Celle-ci devrait donner lieu à des conventions entre États. »
- 20 septembre 1999 : censeur au comité de surveillance de la Caisse nationale de prévoyance puis médiateur de la CNP.

## Un résistant de première heure
Jeune avocat, à 20 ans, Jean-Jacques de Bresson participe à la manifestation des lycéens et étudiants à l'Arc de Triomphe, le 11 novembre 1940. En mars 1941, il est nommé attaché stagiaire au Parquet de la cour d'appel de Paris, et participe aux premières activités de la Résistance judiciaire (Noyautage des Administrations Publiques) au sein d’un groupe du N.A.P formé au parquet de la cour d’appel.[réf. nécessaire]
Il refuse de prêter le serment de fidélité à la personne du chef de l’État, le maréchal Pétain, et doit abandonner ses fonctions dès octobre 1941.[réf. nécessaire]
En 1942, des ennuis de santé le contraignent à un séjour en sanatorium à Cambo-les-Bains, à proximité de la frontière espagnole. Il fait partie d’un réseau de passage dont la filière permet de rejoindre Londres. Il effectue diverses liaisons entre les maquis de Corrèze et de Savoie, tout en fournissant des renseignements militaires. En février 1943, lors d'une mission, il est contraint de passer une nuit entière dans la montagne, contracte une pneumonie qui entraîne la perte définitive de l'usage d'un poumon. Rentré à Paris en octobre 1943, malgré un état de santé déficient, il participe à la préparation de la Libération, et en tant qu'avocat, à la défense des Français déférés devant le tribunal d'Etat instauré par Vichy. 
Début 1944, membre du comité « Front National » du Ministère de la Justice, il participe à la mise au point du plan de libération de la Chancellerie et prend part à cette opération. Il est médaillé de la Résistance ; il prendra la présidence de l’association des médaillés en 1986. 
A la Libération, il est nommé à la direction des Affaires criminelles au Ministère de la Justice ; sous l’autorité du président Maurice Patin, secrétaire de la commission des recours en grâce il se trouve directement en contact avec le général de Gaulle.

## Un haut magistrat au contact du pouvoir
Après la démission du Général de Gaulle, il rejoint, comme magistrat, l’administration française d’occupation en Allemagne auprès du haut commissaire de France en Allemagne. En 1952, Jean-Jacques de Bresson prend ses distances avec le pouvoir politique, et sur les conseils du Général de Gaulle, gagne l’Indochine, comme Conseiller du gouvernement du Vietnam, puis Conseiller juridique du commissariat général de France en Indochine, où il tente de conserver une réalité aux accords de Genève, faisant front aux pressions américaines, jusqu’en 1956, lorsque la France doit céder la place aux États-Unis. Fidèle à l’esprit de la résistance et aux liens d’amitié, il accepte alors les fonctions de chef de cabinet d’Alain Savary, compagnon de la libération, socialiste, dans le gouvernement de Guy Mollet, secrétaire d’État aux Affaires étrangères, chargé des Affaires marocaines et tunisiennes (qui démissionnera en 1956 pour protester contre l’arrestation d’Ahmed ben Bella). Il occupe alors les fonctions de conseiller juridique au Ministère des Affaires étrangères. Lors de la négociation du Traité de Rome, Paris a envoyé Jean-Jacques de Bresson ; l'homme est allergique à l'intégration et à la supranationalité. Il est réputé « avisé mais difficile », il sera le principal rédacteur français du Traité de Rome créant la Communauté Economique Européenne.
Au retour du Général de Gaulle aux affaires, il entre comme conseiller technique, puis Directeur-adjoint, au cabinet de Pierre Guillaumat (ministre des Armées, chargé des dossiers algériens. L’ouverture  des dossiers algériens archives nationales permettra de savoir quelle a été son action lorsqu’il a été confronté aux pratiques de la torture, qui avait pu se généraliser sans contraintes lors des gouvernements précédents. De 1961 à 1964 il sera nommé conseiller technique au secrétariat général de la présidence de la République.
Après l’indépendance de l’Algérie il est nommé procureur général près la cour d’appel de Nancy (août 1964), il retrouve un moment la magistrature. Pour peu de temps, puisqu’il occupe ensuite les fonctions de Directeur de cabinet d’Alain Peyrefitte ministre de l’Information puis chargé de la Recherche scientifique. Il, « vendra » le procédé français de télévision SECAM à l’Union soviétique. Finalement, il sera nommé Directeur du service juridique du ministère des Affaires étrangères (1966-68).

## Un patron pour l’ORTF
Le 1er juin 1968, l’ORTF semble ingouvernable. Jean-Jacques de Bresson, à 48 ans, a déjà fait preuve de qualités de caractère et de courage, notamment quand il était chargé des dossiers algériens ; sur les questions européennes il a aussi démontré qu’il était un diplomate imaginatif et solide. Sa fidélité au Général de Gaulle est totale. Il succède à Jacques-Bernard Dupont au fauteuil de Directeur général de l’ORTF le 5 juin 1968. Il a été reçu par le Président de la République qui lui a précisé ce qu’il attendait de lui et l’a consacré dans ses responsabilités.
Dans un premier temps, il lui faut de reprendre le contrôle de l’office. Seuls, les journalistes les plus engagés dans l’action revendicative sont sanctionnés : 58 d’entre eux sont licenciés, à quoi s’ajoutent de nombreuses mutations. Certaines sanctions seront de courte durée, d’autres plus longues.
Le calme revenu, l’autorité de l’État affirmée, la bride peut être desserrée. Jean-Jacques de Bresson est investi d’une mission : répondre au besoin d’information, de culture et de divertissement des Français, à quoi il ajoute la défense des valeurs traditionnelles de la société. Les programmes doivent être populaires, divertissants, mais également culturels et éducatifs ; porteurs d’un langage commun, le plus élevé possible qui puisse s’adresser à tous les publics.
Pour éviter toute déviation, Jean-Jacques de Bresson instaure le principe de la « séparation des genres ». Seules les tranches d’information peuvent aborder des sujets politiques ; ils sont exclus des fictions et des dramatiques. Cette règle fixée il est fait appel à tous les talents, les réalisateurs sont libres. Les créations - représentations théâtrales, dramatiques, séries, films coproduits - sont continus. En 1972, on se dirige vers un rythme d’une création par soir sur l’une ou l’autre des deux chaînes. 
L’ORTF gaullienne, monopole étatique, incarnée par Jean-Jacques de Bresson reste cependant attaquée. La droite parlementaire va profiter d’un accident grave de circulation, qui l’immobilise pour monter une campagne de dénigrement. Elle culmine avec la publication des rapports Diligent et Le Tac. A la demande du Premier Ministre, Jacques Chaban-Delmas, Jean-Jacques de Bresson doit démissionner.

## Président de la Commission de recours des réfugiés
Au sortir de l’ORTF, n’ayant eu avec la magistrature que des contacts épisodiques, par respect pour ses pairs, il refuse sa réintégration dans la magistrature, acceptant sa nomination au Conseil d’État. Il y occupera les fonctions de vice-président de la section du contentieux jusqu’à la limite d’âge de soixante-cinq ans.   
Le président de la République François Mitterrand le retient alors comme président de la Commission des recours des réfugiés; il occupera cette fonction pendant onze ans. Durant sa présidence, après l’explosion du nombre des demandeurs d’asile en 1989, la commission change de dimensions, le nombre de rapporteurs passant de la dizaine à la centaine. Il y fait preuve d’une grande rigueur[réf. nécessaire], respectant scrupuleusement[réf. nécessaire] les textes, mais cherchant[réf. nécessaire] à trouver autour de textes contraignants et de susceptibilités d’État des solutions humaines qui feront jurisprudence[réf. nécessaire].

## Président de la Commission de la télématique (1987) et du Conseil supérieur de la télématique (1993)
La montée en puissance d’Internet permettra une dernière fois à Jean-Jacques de Bresson de plaider pour une France indépendante, libre, parce que volontaire. Dans une interview au Figaro du 21 février 1996, il met en garde contre la mainmise des États-Unis, et à l’époque particulièrement de la CIA, sur Internet, ainsi que sur le caractère dangereux de certains sites (il a constaté que l’on proposait librement des drogues dures sur Internet). 
Jean-Jacques de Bresson propose que le Conseil Supérieur de la Télématique exerce un certain contrôle sur Internet en France : « Qu'est-ce que nous pouvons faire ? Tout d'abord réglementer tout ce qui vient de France. Ensuite, prendre les mesures techniques qui s'imposent pour contrôler les informations qui circulent et enfin mettre en route une coopération internationale. Celle-ci devrait donner lieu à des conventions entre États. »  Une protection qui nous fait défaut aujourd’hui.
La fin de sa vie sera consacrée à ses fonctions de Président de l’Association des médaillés de la résistance et de Vice-Président de l'Office national des anciens combattants et victimes de guerre (ONAC), dans la fidélité à ses idéaux de jeunesse. Il s’éteindra le 1er novembre 2004.
- Familles subsistantes de la noblesse française

## Controverses
En 1972, plusieurs scandales touchent l'ORTF alors sous sa direction. Le premier par la publication des rapports Diligent au Sénat et Le Tac à l'Assemblée nationale sur la publicité clandestine dénonçant plusieurs émissions, directeurs, producteurs et animateurs de l'ORTF. Le Service d'observation des programmes (SOP) est créé afin de lutter contre ces pratiques illicites. Le second, celui du détournement frauduleux du fichier de la redevance de l'ORTF proposé (contre finances) à plusieurs sociétés privées.

## Distinctions
- : Grand officier de la Légion d'honneur[réf. nécessaire]
- : Commandeur de l'ordre national du Mérite[réf. nécessaire]
- : Médaille de la Résistance par décret du 3 octobre 1946
- : Chevalier des Palmes académiques[réf. nécessaire]
- : Chevalier de l'ordre du Mérite agricole[réf. nécessaire]
- Officier de l'ordre de l'Étoile noire[réf. nécessaire]